# Löfgren-Syndrom
Löfgren-Syndrom ist die Bezeichnung für die akute Form der Sarkoidose und betrifft ungefähr ein Drittel aller Erkrankungsfälle.

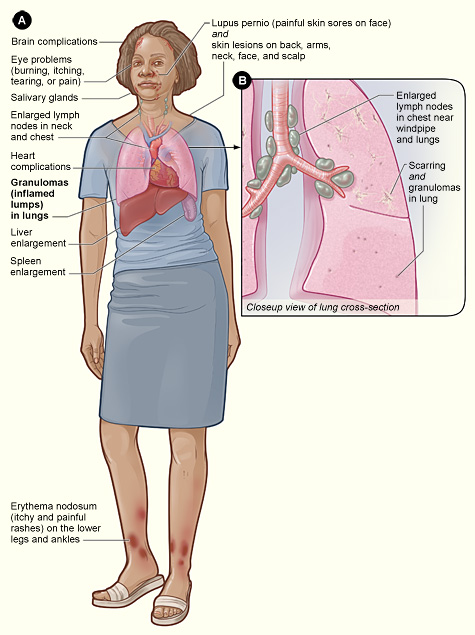
Manifestationsorte des Löfgren-Syndroms

Das Löfgren-Syndrom (Stadium I der Sarkoidose) ist in typischen Fällen gekennzeichnet durch die Symptomtrias:
- bihiläre Lymphadenopathie (meist symmetrische Vergrößerung der Hilus-Lymphknoten) in allen Fällen (100 %)
- Polyarthritis (mit vermehrter Beteiligung der Sprunggelenke) 80 %
- Erythema nodosum (knotige Unterhautentzündung) 70–80 % der Fälle

## Ursache
Es sind hauptsächlich Patienten im Alter zwischen 20 und 30 Jahren betroffen, wobei Frauen überwiegen. Es besteht eine jahreszeitliche Schwankung mit Gipfeln im Frühjahr und Herbst. Die Erkrankung wird verursacht durch eine Überreaktion des Immunsystems, deren Auslöser unbekannt sind.

## Symptome
Das Löfgren-Syndrom ist ein hochakutes Krankheitsbild mit plötzlichem Beginn. Häufig beginnt es mit Reizerscheinungen der Atemwege, die einer Infektionskrankheit ähneln, dazu rheumatische Beschwerden.
In 70–80 % der Fälle gibt es derb-knotige Hautrötungen Erythema nodosum, die stark druckschmerzhaft, überwärmt, gerötet und geschwollen sind. Sie sind Ausdruck einer akuten Entzündung der Subkutis (Unterhaut) mit einem Durchmesser bis 10 cm. Betroffene Körperregionen sind meist die Unterschenkel distal und vorderseitig, die Füße und Hände. Auch allgemeine Krankheitszeichen wie Fieber, Müdigkeit, Myalgien und grippale Infekte sind zu beobachten.
Weniger häufig kommen vor:
- Leberbeteiligung

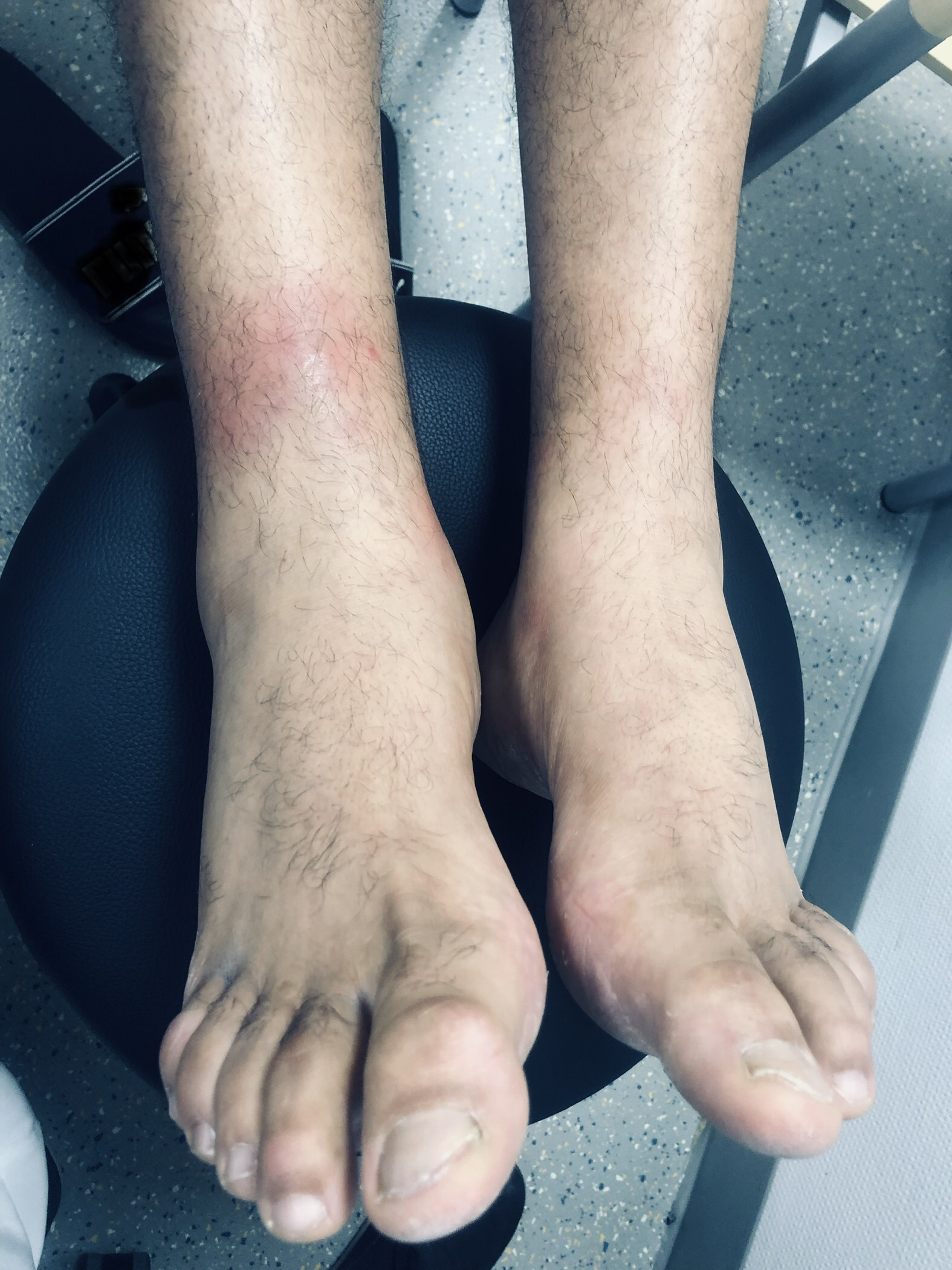
Junger Patient mit Polyarthritis und Erythema nodosum bei Löfgren-Syndrom

- Entzündungen im Auge (Iridozyklitis, Konjunktivitis)
- Meningeale Reizerscheinungen (Symptome, die an eine Meningitis erinnern)
- Herzbeteiligung in 20–25 % mit relevanten kardialen Beschwerden nur in etwa 5 % der Patienten, mit Myokarditis. Die klassischen Manifestationen der kardialen Sarkoidose sind Störungen der Erregungsleitung, v. a. ein AV-Block, ventrikuläre Herzrhythmusstörungen und eine linksventrikuläre systolische Dysfunktion[2][3]

Laboruntersuchung:
- Beschleunigte Blutsenkung
- Leukozytose, Eosinophilie
- erhöhte Alpha- und Betaglobuline
- kein Nachweis von Tuberkuloseerregern
- Bei der akuten Form häufig keine Erhöhung des Angiotensin-Conversions-Enzyms  (ACE), die für die chronische Form typisch ist.[2]

Abgegrenzt werden muss das Löfgren-syndrom vor allem gegen:
- Rheumatisches Fieber
- Grippe
- Lymphangitis
- Allergie
- Tuberkulose
- Morbus Hodgkin[2]

## Diagnostik
Anders als bei anderen Formen der Sarkoidose wird die Diagnose anhand der Beschwerden und Befunde ("klinisch") gestellt und außer in atypischen Fällen ist keine Biopsie zur Diagnosesicherung nötig. Die Befunde sind meist sehr akut und eindeutig, und es gibt keine formalen Diagnosekriterien. Insbesondere die Arthritis der Sprunggelenke ist sehr häufig und hat eine hohe Spezifität.
Röntgenaufnahmen der Lunge können die Lymphadenopathie bestätigen und vor allem eine infektiöse Ursache der Beschwerden ausschließen.
Besteht eine kardiale Beteiligung, ist eine histologische Bestätigung per endomyokardialer Biopsie besser, aber mit Risiken verbunden, und zudem häufig negativ, da die kardiale Sarkoidose oft "patchy" ist, und nicht alle Bereiche gleichermaßen betrifft. Auch ein EKG ist nur wenig hilfreich, hingegen sind PET-CT und kardiale Magnetresonanztomographie (MRT) geeignete zusätzliche Untersuchungen.

## Therapie
Als initiale Therapie werden typischerweise nichtsteroidale Entzündungshemmer eingesetzt, zu denen Ibuprofen oder Diclofenac zählen. Viele Patienten erhalten aber anfangs auch eine kurzzeitige Cortisontherapie. Damit kommt es bei 90 % der Patienten zu einer kompletten Heilung innerhalb von sechs Wochen.
In einigen Fällen entwickelt sich später eine chronische Sarkoidose oder Sarkoidose-Arthropathie, für die dann eine antirheumatische Basistherapie mit sog. "disease-modyfing antirheumatic drugs" (DMARD) indiziert sein kann, wie Methotrexat, Hydroxychloroquin, oder TNF-Blocker.
Selten verbleibt das Erythema nodosum trotz Behandlung. Dann können Colchicin oder Dapson indiziert sein.

## Prognose
Die Prognose ist in der Regel gut, in 80–90 % der Fälle wird innerhalb von ein bis zwei Jahren eine Spontanheilung beobachtet. Als Faustregel gilt: Je jünger der Patient und je akuter der Verlauf, desto besser die Prognose.

## Geschichte
Die beiden schwedischen Ärzte Holger Lundbeck und Sven Halvar Löfgren beschrieben erstmals 1946 die akute Form der Sarkoidose, die seither als Löfgren-Syndrom bezeichnet wird, als sie gemeinsam Fälle mit Erythema nodosum nachuntersuchten.

## Weblink
- Beitrag in rheuma-online